# Бисерикани (Њамц)
Бисерикани (рум. Bisericani) насеље је у Румунији у округу Њамц у општини Александру Чел Бун. Oпштина се налази на надморској висини од 713 m.

## Становништво
Према подацима из 2002. године у насељу је живело 104 становника, од којих су сви румунске националности.